# 一洋薬品
一洋藥品（일양약품、Il-Yang Pharm . Co., Ltd）は、大韓民国の医薬品製造会社。本社・工場は京畿道龍仁市器興區ハガル洞に位置している。

## 沿革
- 1938年：後に会長となる丁亨植が17歳の年齢で上村製藥所に入社、製薬業界と縁を結ぶ。
- 1946年：7月1日に丁亨植が設立
- 1957年：当時、丁亨植が胃酸過多に悩まされていたことから、norumoを開発。
- 1960年：社名を一洋藥品に変更。一洋は「一つから出発して洋を成す」という意味。
- 1971年：高麗人蔘滋養強壮ドリンクの「元肥-D」を発表し、発売5ヶ月目の販売量が40万本を超えた。
- 1970年代中期：「元肥-D」を日本、台湾、香港、シンガポールへ輸出。
- 1976年：元肥-Dの姉妹品「元肥-F」を発売し、7万5000ボトルを米国に輸出。台湾、香港、シンガポール、ヨーロッパにも輸出
- 1984年：一洋シルム團を創立。
- 1990年：本格的な霊芝ドリンク「霊飛天」を発売。「元肥」を「元秘」に改称。
- 1999年：丁亨植が名誉会長に推戴され、経営の一線から退く。
- 2011年：忠清北道にワクチン工場を竣工

## 系列会社
韓寶メディカル、カーンテック、一洋バイオファーム、洋酒一洋製薬有限公司、通貨一洋有限公司、一洋韓中貿易有限公司、一洋人蔘薬食品（中華民国）などがある。

## 主な製品
- 元秘（WONBI）：滋養強壮剤
- NORUMO：胃腸薬